# Horsarrieu

Horsarrieu este o comună în departamentul Landes din sud-vestul Franței. În 2009 avea o populație de 630 de locuitori.

## Evoluția populației
| An        | 1975 | 1982 | 1990 | 1999 | 2006 | 2009 |
| --------- | ---- | ---- | ---- | ---- | ---- | ---- |
| Populație | 478  | 567  | 634  | 636  | 629  | 630  |